# Ахиакар
Ахиакар, Ахиахар или Ахикар (ивр. אחיקר‎) — легендарный ассирийский мудрец, литература о котором была достаточно широко распространена на Ближнем Востоке в античные времена.
Наиболее древний текст, упоминающий Ахиакара — папирус на арамейском языке, найденный на острове Элефантина и датируемый V веком до н. э. Мудрец оказывается хранителем печати Синаххериба. Бездетный, он усыновляет своего племянника Навада (Насваса), однако тот пытается посредством клеветы уничтожить дядю. Только благодаря своей исключительной мудрости Ахиакар в конце концов торжествует над неблагодарным родственником.
Существуют армянская (Повесть о Хикаре), сирийская, арабская (Повесть об Аль-Хайкаре) версии данного текста. Известна славянская «Повесть об Акире Премудром», датируемая XII веком.
Древнегреческий географ Страбон, рассказывая об Иудее и иудаизме, упоминает Ахаикара как пророка боспорцев (XVI, 2, 39 = С 762).
Климент Александрийский упоминает не дошедший до нашего времени труд Демокрита о толковании иероглифов на стеле Ахикара (Строматы, I, 69, 4).
Диоген Лаэртский среди не дошедших до нашего времени трудов Феофраста упоминает сочинение «Ахикар» (V, 50).

## Упоминание в Библии
Ахикар и его племянник упоминаются в книге Товита :

И пришел Ахиахар и Насвас, племянник его...
— Тов. 11:17
В 14 главе сообщается, что родственником Ахиакара был Аман, который по сюжету вполне может быть отождествлён с Навадом:

Сын мой, смотри, что сделал Аман с Ахиахаром, который воспитал его: как он из света привел его в тьму и как воздано ему. Ахиахар спасен, а тот получил достойное возмездие — сошел во тьму. Манассия творил милостыню, и спасен от смертной сети, которую расставили ему; Аман же пал в сеть и погиб.
— Тов. 14:10